# Hypericum foliosum
Hypericum foliosum (лат.) — многолетний кустарник, вид рода Зверобой (Hypericum) семейства Зверобойные (Hypericaceae). Эндемик Азорских островов. Представляет собой густой кустарник с золотисто-жёлтыми лепестками и множеством стеблей. Вид был описан Уильямом Эйтоном в 1789 году и позднее был помещен в секцию Androsaemum рода Hypericum Норманом Робсоном в 1984 году. У вида богатое многокомпонентное эфирное масло, состоящее в основном из монотерпеновых углеводородов с высокими концентрациями различных полезных в лечебных целях фенолов и каротиноидов. Популяции растения невелики по численности, но быстро колонизируют расчищенные участки, такие как рощи, оползневые зоны и отложения вулканического пепла. На них паразитируют грибки и некоторые виды ночных бабочек, но вид не считается находящимся под угрозой исчезновения МСОП. Hypericum foliosum используется в традиционной медицине на Азорских островах в качестве мочегонного, гепатопротекторного и антигипертензивного средства. Он также обладает антибиотическими и антиоксидантными свойствами in vitro.

## Этимология
Родовое название Hypericum, возможно, произошло от греческих hyper («выше») и eikon («изображение»), что отсылает к традиции подвешивания растения над религиозными иконами в доме. Видовой эпитет foliosum происходит от латинского foliosus («блестящий»), которое относится к листу. На Азорских островах вид известен как malfurada и furalha. На английском языке его называют «блестящий зверобой».

## Описание

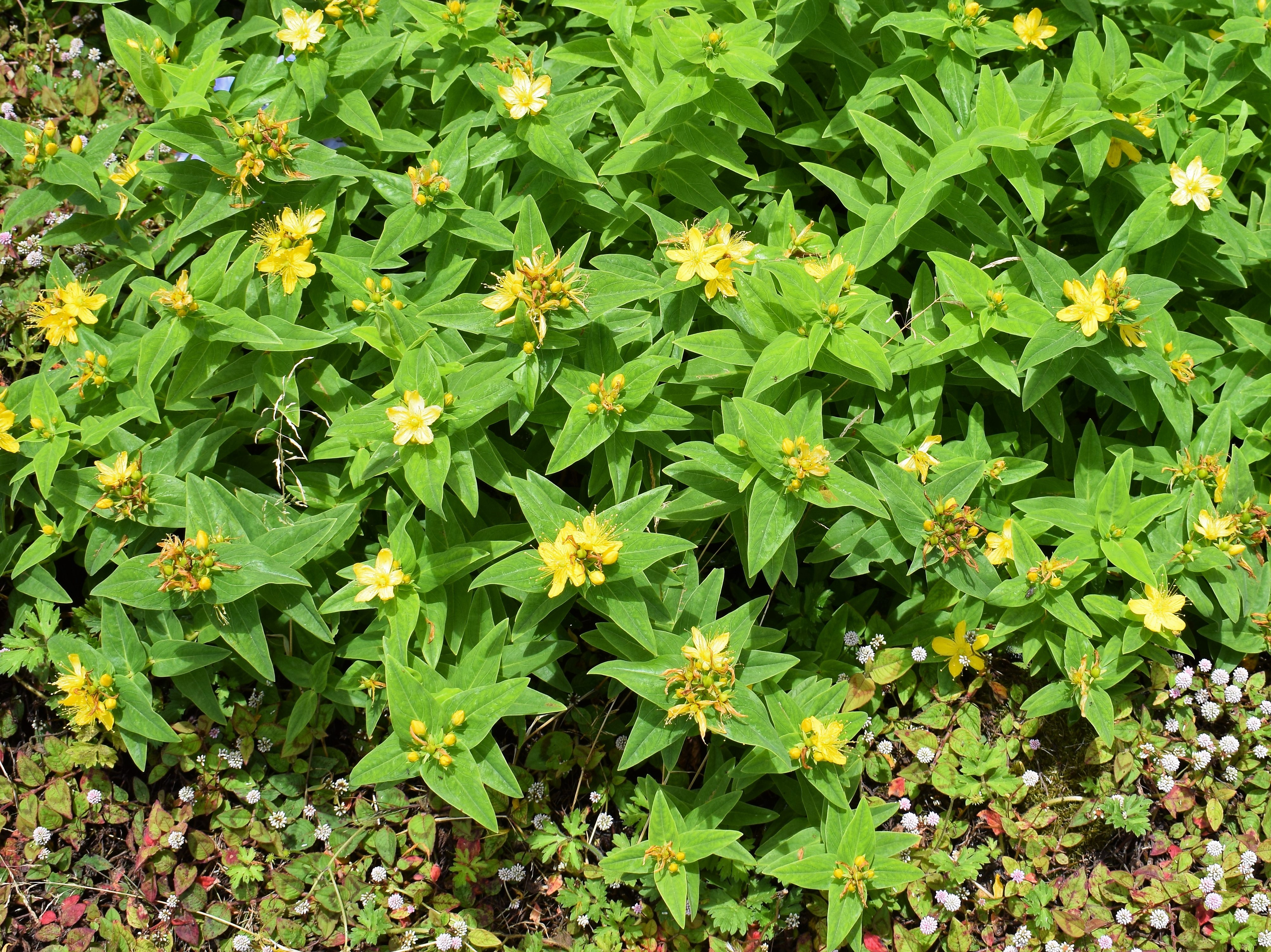
Общий вид кустарника.

Hypericum foliosum — многолетний кустарник высотой 50-100 см, может быть очень кустистым. Ветви растут как вертикально, так и в стороны от центра растения. Цветёт в августе.

### Вегетативные структуры
Стебли с зазубринами жёлто-коричневого цвета. Уплощённые в сечении у молодого растения, они становятся более округлыми по мере созревания. Стебли покрыты корой с продольными гребнями и тёмными ямками, которые выделяются на более светлой поверхности. Средняя ширина стебля составляет около 0,35 см, расстояние между листьями около 2 см. При рассмотрении в поперечном сечении в стебле можно увидеть четыре отчетливых кольца. Самое внешнее представляет собой толстую красновато-коричневую кутикулу пробки. Следующие два кольца представляют собой внешнюю и внутреннюю кору, содержащую секреторные каналы, сосудистые пучки, ряды флоэмы и вторичную ксилему. Самое внутреннее кольцо состоит из сердцевины с крахмальными зёрнами в клетках.
Листья супротивные от яйцевидных до копьевидных. Длина 3,5-6,0 см, ширина 1-3,2 см. Текстура листьев бумажная, они более светлого цвета на нижней стороне. Края листа гладкие и не имеют зазубрин, а остриё листа образует острый угол. Черешки либо отсутствует, либо очень короткие жёлто-коричневые, как и стебли. Прилистники небольшие. На верхней поверхности листа нет устьиц, но на нижней стороне есть несколько видов замыкающих клеток. Также имеется множество полупрозрачных масляных желёз, разбросанных по обеим поверхностям листа. Центральная жилка листа окружена 4-5 парами восходящих жилок, а также отчетливо видна сеть мелких третичных жилок. Листья содержат как хлорофилл a, так и хлорофилл b.

### Цветочные структуры
Цветки собраны в соцветия из 1-9 цветков, по форме напоминающие щиток и зонтик. Ветви, несущие цветки, обычно растут вверх, а соцветие иногда имеет дополнительные цветки ниже на ветвях. Стебли, несущие отдельные цветки, имеют длину 0,7-1,2 см с небольшими копьевидными прицветниками. Каждый цветок имеет ширину 2,5-3,0 см. В бутонах они имеют форму эллипсоида и несовершенной сферы и не заострены на конце. Чашелистики обычно имеют длину 0,3-0,6 см и ширину 0,1-0,3 см. Они перекрывают друг друга, имеют разные размеры даже на одном цветке и сохраняются при формировании плодов. Форма чашелистиков варьирует от треугольной копьевидной до сплющенной эллипсовидной, а их концы могут быть тупыми или заострёнными. Железки на поверхности чашелистиков расположены рядами, а также по краям имеются густые железы.
Лепестки золотисто-жёлтые и лишены красного оттенка. Они 1,2-1,8 см в длину и 0,5-0,8 см в ширину, обратнокопьевидные. Тычинки собраны в пучки по 20-30 штук, самая длинная из которых имеет длину 1,2-1,8 см. Завязь овальная со столбиками длиной 0,5-1,0 см и рыльцами, которые заканчиваются отчётливой узкой головкой. Плод — коробочка 0,8-1,3 см в длину и 0,7-1,0 см в ширину, с широкой цилиндрической формой и тупым или заостренным концом. Коробочка образуется несколько мясистой, но быстро высыхает и в конечном итоге раскалываются, хотя иногда только частично. Семена жёлто-коричневые и имеют придатки в форме крыла.

### Близкие виды
Hypericum foliosum внешне наиболее похож на другие виды в секции Androsaemum. Большинство его характеристик находятся между Hypericum grandifolium и Hypericum androsaemum, за исключением листьев, которые у́же, чем у любого из них. Данный вид можно отличить от H. grandifolium по более плотным соцветиям, более мелким цветкам и более коротким столбикам. Он также очень похож на гибрид Hypericum × inodorum, но отличается формой чашелистиков и семенных коробочек.

### Эфирные масла
Как и многие другие виды зверобоя, Hypericum foliosum богат эфирными маслами с выходом объёма на вес около 0,10-0,25 %. Нонан и лимонен доминируют в экстрактах. Другие соединения, такие как терпинолен, кариофиллен и пинен, иногда могут составлять значительный долю эфирного масла. В целом, монотерпеновые углеводороды встречаются чаще, чем сесквитерпены.
Фенолы — группа химических соединений, вырабатываемых растениями, которые широко используются в медицинских продуктах. В экстракте Hypericum foliosum, полученным из листьев растения, основными фенольными соединениями являются кофеилхиновые кислоты и кверцетин. В стеблях, корнях и семенных коробочках кверцетин отсутствует. Другим химическим компонентом растения являются разнообразные каротиноиды, которые определяют яркие цвета растения и способствуют размножению. Эти соединения главным образом представлены в листьях, стебле и коре; корни, а семена и цветки имеют гораздо более низкую концентрацию.

## Экология
Эндемик Азорских островов, где произрастает на всех островах архипелага. Встречается в лавровых и можжевеловых лесах, особенно в тенистых и влажных районах горных регионов на высоте 220—800 м над уровнем моря. Также растёт в зарослях смолосемянника (Pittosporum) и быстро заселяет отложения вулканического пепла. Хорошо колонизирует недавно расчищенные территории, такие как искусственные поляны и оползневые участки. Популяции на участке обычно состоят всего из нескольких растений.
На листьях H. foliosum обитает несколько паразитов. Грибок Melampsora hypericorum принимает форму пустулы на листе, повреждая поверхность. Личинки бабочки Caloptilia aurantiaca проникают в листья и позже живут под завёрнутым кончиком края.
H. foliosum не находится под прямой угрозой из-за конкуренции с инвазивными видами или в связи с человеческой деятельностью. Он был включен в список «Вызывающих наименьшее беспокойство» МСОП в 2016 году. Тем не менее, он был изучен в качестве модели для использования микроклонального размножения в качестве метода сохранения на Азорских островах, которое ранее использовалось для зверобоев Hypericum perforatum и Hypericum canariense.

## Таксономия
Вид был впервые формально описан как Hypericum foliosum в 1789 году в ботаническом журнале Hortus Kewensis Уильямом Айтоном. Первоначальное описание было основано на типовом экземпляре, собранном на острове Сан-Мигел в 1777 году. Айтон отметил длинные лепестки и острую чашечку вида как отличительные характеристики. Огюстен Пирам Декандоль следовал номенклатуре Айтона в 1824 году, [18] как и несколько других авторов в течение 19 века.
Норман Робсон включил вид в анализ Hypericum в качестве вклада в работу 1968 года Flora Europaea. Он также проанализировал Hypericum foliosum в 1984 году в рамках своей монографии рода. Исследование 2013 года использовало байесовский вывод для установления филогении и близких отношений видов Hypericum. Раздел Androsaemum, включая Hypericum foliosum, был помещён в таксон Старого Света под названием Androsaemum-group вместе с несколькими другими разделами. Исследование также определило, что H. foliosum наиболее тесно связан с Hypericum hircinum.

## Использование
Официальное фармакологическое использование Hypericum foliosum не зарегистрировано (на 2011 год). Местные жители Азорских островов используют его в народной медицине аналогично другим видам зверобоя. Они используют экстракты растения как мочегонное, гепатопротекторное и антигипертензивное средство. Несмотря на большую фенольную активность, чем у H. undulatum и H. androsaemum, последние два вида широко распространены на португальских медицинских рынках. H. foliosum продемонстрировал in vitro антибиотическое действие на инфекционные бактерии, такие как Staphylococcus aureus. Его каротиноидные и фенольные масла придают экстракту растения антиоксидантные свойства. Наиболее эффективны нижние части растения, такие как стебель, кора и корни.